# Застава Флорида
Застава Флорида (также известный как Yugo Sana, Yugo Miami или Yugo Florida) — пятидверный хетчбэк сербской компании Застава. Разработка наследника модели 101 началась в 1983 году под кодовым индексом 103. Дизайн Florida разработал Джорджетто Джуджаро. Но в 1988 году произошёл ребрендинг, марка Застава заменена на Юго, модели Юго и 101 получили имена Корал и Скала. Новая модель вместо индекса 103 получила сначала название Соната, но перед самой премьерой выяснилось, что название Соната уже занято фирмой Hyundai. Пришлось машину переименовать во Флориду. 
Премьера модели состоялась 19 февраля 1987 года, а серийное производство началось 2 октября 1988 года. Производство всех запчастей ещё не было налажено, поэтому тиражи новой модели были мизерными. В 1988 году выпустили всего 37 Флорид, в 1989 - уже 4749, а в 1990 - рекордные 8905 штук. В том же году автомобиль начинает поставляться в Великобританию под названием Sana. В 1991 году начались первые проблемы с поставками комплектующих, в тот год выпустили 4996 экземпляров. Далее, в связи с началом гражданской войны в Югославии, и санкциями ООН, объёмы производства упали почти до нуля. В 1993 году выпустили только 793 машины, в основном из запчастей. 
Автомобиль выпускался в Сербии (Zastava) и в Египте (Nasr). Египетская версия отличалась от сербской только решёткой радиатора. Основными конкурентами Florida были Dacia Solenza, Dacia Logan, Lada 112 и другие подобные автомобили. В ноябре 2008 года на заводе в Крагуеваце был произведён последний экземпляр Заставы Флорида. Всего было выпущено 30150 Флорид всех модификаций, включая 750 штук, собранных в Египте. 